# Isotretinoin

Strukturformel.

Isotretinoin (handelsnamn: Roaccutan, Roaccutane, Accutane, Claravis) är ett A-vitaminderivat inom gruppen retinoider som är framtaget för behandling av hudcancer men som idag framför allt används som läkemedel vid svårartad akne. Läkemedlet kan även användas mot svårartad iktyos och vissa cancerformer såsom leukemi. 
Läkemedlet lanserades av Hoffman-La Roche under tidiga 1980-talet. Det är ett av få läkemedel som visat sig effektivt vid extrema akneformer till exempel acne conglobata.

## Verkan
Isotretinoins exakta verkan på cellnivå är okänd men flera studier visar att isotretinoin inducerar apoptos (celldöd) i bland annat cellerna i talgkörtlarna och de meibomska körtlarna.  Substansen ackumuleras i levern och halveringstiden i blodet är 21 timmar. Obetydliga mängder isotretinoin förekommer naturligt i människokroppen. Effekten av isotretinoin är i huvudsak permanent, vilket har föreslagits bero på celldöd, att ämnen förändrad kroppens epigenetik samt förkortar telomererna.
Isotretinoin är verksam mot akne genom att påverka alla fyra sätt som akne bildas. Talgkörtlarnas storlek minskar och därav minskas talgproduktionen. Eftersom talgproduktionen minskar, minskar även antalet av bakterien P.acnes, som lever av talg. Läkemedlet har även en antiinflammatorisk effekt och en starkt avfjällande effekt på huden. Det är den avfjällande effekten som gör isotretinoin till en effektiv behandling vid vissa former av iktyos, en grupp genetiska hudsjukdomar som medför att huden inte fjällar normalt på grund av störd produktion av hudceller.  
Isotretinoin har en systemisk och icke-selektiv verkan på kroppens celler. Molekylen är fettlöslig och lagras därför i kroppens fettdepåer i upp till en månad efter avslutad behandling. Läkemedlet orsakar ofta biverkningar som kan vara besvärliga men oftast inte av allvarlig karaktär, såsom uttalat torr hud, torra slemhinnor, torra ögon, lätt förhöjning av triglyceridnivåerna i blodet, och håravfall. I Sverige kunde Roaccutan tidigare endast skrivas ut på licens vid svår akne, av legitimerade hudläkare. Licensen har numera tagits bort. Detta dock med förbehållet att Roaccutan endast får skrivas ut av dermatologer och inte av allmänläkare eller läkare med annan specialitet.

## Risker
Behandling med isotretinoin minskar metabolismen i hjärnans frontallob med i snitt 21% , detta är den del av hjärnan som främst är kopplad till symtom för depression. Isotretinoin är det av världens läkemedel som har den fjärde största risken för depression och neuropsykiatriska biverkningar, och den med högst risk oaktat psykotropiska läkemedel. Andra biverkningar är torr hud, led- och muskelvärk, leverpåverkan, torra ögon, förhöjda blodvärden, förhöjt blodsocker, försämrat mörkerseende, håravfall, självmordstankar, förbening av tillväxtzoner i kranium och övrigt skelett med mera. Biverkningarna är ofta dosrelaterade. Effekterna är i huvudsak permanenta.
Vid intag under något eller alla stadier av graviditet ger läkemedlet svåra fosterskador, och kan leda till både kroppsliga missbildningar och hjärnskada på det blivande barnet. Läkemedlets teratogena effekt kan förklaras genom att molekylens struktur liknar vanlig retinoinsyra, som styr normal fosterutveckling. Isotretinoin överförs dock inte från män vid befruktning. Inom EU och USA finns kravet att fertila kvinnor måste använda minst ett, helst två, effektiva preventivmedel, varav ett måste vara ett hormonellt preventivmedel som hämmar ägglossningen, två månader innan, under, och två månader efter behandlingen. Donering av blod är inte tillåten förrän två månader efter avslutad behandling. Isotretinoin bryts ned i levern, därför bör alkohol undvikas under behandlingen.
Risken att drabbas av en eller flera av de kända biverkningarna bedöms som stor. Isotretinoin är för närvarande det effektivaste läkemedlet mot acne.
Roaccutan är godkänt för försäljning i de flesta EU-länder. I USA marknadsförde Roche läkemedlet under namnet Accutane, som utgick 2009 till förmån för generika. De hudläkare som skriver ut Roaccutan har skyldighet att upplysa om biverkningarna.     